# Юхневич, Николай Зиновьевич
Никола́й Зино́вьевич Юхне́вич (7 [19] июня 1886, Одесса, Херсонская губерния — 1 мая 1966, Одесса) — советский врач-дерматовенеролог и художник-любитель.

## Биография
Родился 7 (19) июня 1886 года в Одессе в мещанской караимской семье. Отец — Завулон (Зевулун) Самойлович Юхневич, уроженец Трок, держал винные погреба на Пушкинской, Серединной, Разумовской, Малой Арнаутской и Московской улицах, и две кофейни — на Польском спуске и Греческой улице. В 1898—1906 годах учился в Одесской 5-й гимназии. В 1906 году поступил на математическое отделение Императорского Новороссийского университета, но через год перевёлся на медицинское отделение, которое окончил в 1913 году. Работал в акушерско-гинекологической клинике Новороссийского университета.
В 1914 году после начала войны был призван в действующую армию. Служил зауряд-военным врачом 16-го стрелкового Императора Александра III полка в составе Кавказской армии. В 1915 году награждён орденами Святого Владимира 4-й степени и Святого Станислава 3-й степени. С 1918 работал в клинике кожно-венерических болезней при Новороссийском университете. В том же году в связи с австрийской интервенцией вновь призван на фронт в качестве военного врача. После демобилизации вернулся на кафедру кожных и венерических болезней Одесского медицинского института, где работал под руководством профессора С. С. Яковлева.
С 1935 года — доцент, заведующий кафедрой кожных и венерическик болезней Одесского медицинского института. В 1937—1941 годах — заведующий кафедрой кожных и венерических болезней (с 1938 года — профессор) Винницкого медицинского института. Широко внедрял в клинику биохимические методы обследования пациентов на различные дерматозы и венерические заболевания, изучал иммунитет при врождённом сифилисе, привлекал студентов-кружковцев к научным исследованиям.
В 1941 году вернулся в Одесский медицинский институт, где до 1948 года занимал должность заведующего кафедрой кожно-венерических болезней. В годы немецко-румынской оккупации Одессы участвовал в подпольно‑патриотическом движении, входил в группу партизанского подразделения Д. Н. Бабина.
Умер 1 мая 1966 года в Одессе.

## Творчество
Профессиональную деятельность совмещал с увлечением изобразительным искусством. Писал портреты, пейзажи, делал зарисовки пером — дружеские шаржи. Состоял в Одесском обществе независимых художников. Посещал «Свободную мастерскую» А. М. Нюренберга. Систематически принимал участие в выставках с 1913 года. В 1947 году участвовал в «Выставке одесских художников к ХХХ-летию Великой Октябрьской социалистической революции». Персональная выставка состоялась в 1963 году в Одесском Доме народного творчества.
Художник Амшей Нюренберг так вспоминал о Юхневиче: 

Юхневич большой и тонкий поэт. Пишет портреты, пейзажи и натюрморты. Его пастели свидетельствуют о высокой живописной культуре и большом вкусе. Он много рисовал. Его рисунки выразительны и полны жизни. Он также успешно работал в области карикатуры.— Нюренберг А. М. Профессора медицины — художники

## Участие в выставках
- Выставка картин Товарищества независимых художников (Одесса, 1918)
- Первая народная выставка картин, плакатов, вывесок и детского творчества (Одесса, 1919)
- Народная выставка картин памяти Т. Г. Шевченко (Одесса, 1920)
- Первая осенняя выставка картин Художественного общества им. К. К. Костанди (Одесса, 1925)
- Третья осенняя выставка картин Художественного общества им. К. К. Костанди (Одесса, 1927)
- Четвёртая выставка картин Художественного общества им. К. К. Костанди (Одесса, 1928)
- Вторая Всеукраинская художественная выставка Наркомпроса УССР (1929)
- Выставка одесских художников, посвящённая XXX годовщине Великой Октябрьской социалистической революции (Одесса, 1947)

## Награды
- Орден Святого Владимира 4-й степени
- Орден Святого Станислава 3-й степени[6]